# Robert Sterling Yard
Robert Sterling Yard (1 de febrero de 1861 – 17 de mayo de 1945) fue un escritor, periodista y activista de la vida silvestre, nacido en Haverstraw, Nueva York, Estados Unidos. Se graduó en la Universidad de Princeton y pasó los primeros veinte años de su carrera en el negocio editorial. En 1915 fue reclutado por su amigo Stephen Mather para ayudarle a divulgar la necesidad de una agencia independiente de parques nacionales en Estados Unidos. Sus numerosas publicaciones fueron parte de un movimiento que consiguió apoyo legislativo para crear el Servicio de Parques Nacionales (NPS) en 1916. Encabezó el Comité Educativo de Parques nacionales durante un tiempo desde su concepción, pero la tensión dentro de la agencia lo condujo a concentrarse en iniciativas no gubernamentales. En 1919 ayudó a establecer la Asociación de Parques nacionales (NPA) en la que se desempeñó como secretario ejecutivo.
Trabajó para promover los parques nacionales en Estados Unidos y también para educar a los estadounidenses acerca de su aprovechamiento. Creó altos estándares para la selección de parques basados en ideales estéticos, se opuso al mercantilismo y a la industrialización de lo que llamaba «las obras maestras de Estados Unidos». Estas normas posteriormente causaron la discordia entre sus colegas. Después de ayudar a establecer una relación entre el NPA y el Servicio Forestal de los Estados Unidos se involucró en la protección de las áreas naturales. En 1935 fue uno de los ocho socios fundadores de la Wilderness Society y su primer presidente, cargo que ejerció desde 1937 hasta su muerte ocho años más tarde. Yard es considerado una figura importante en el moderno movimiento por la vida silvestre.

## Primeros años y carrera
Robert Sterling Yard nació en 1861 en Haverstraw, Nueva York. Sus padres fueron Robert Boyd y Sarah (Purdue) Yard. Se graduó de la Universidad de Princeton en 1883. Fue un prominente miembro de la asociación de exalumnos de Princeton y también fundó la Asociación Montclair de exalumnos de Princeton. Se casó en 1895 con Mary Belle Moffat y tuvieron una hija llamada Margaret.
Durante las dos últimas décadas del siglo XIX trabajó como periodista para el New York Sun y New York Herald. De 1900 a 1915 se dedicó al negocio editorial trabajando como director de la revista The Century Magazine y como director de la edición dominical del New York Herald. Después de trabajar como editor del Book Buyer de Charles Scribner's Sons ayudó al lanzamiento de la firma editorial Moffat, Yard and Company, para la cual fungió como vicepresidente y editor en jefe.

## Servicio de Parques Nacionales

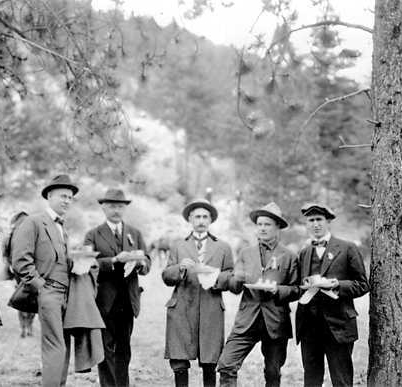
En 1915 en el Parque nacional de las Montañas Rocosas; (de izquierda a derecha): Stephen Mather, Yard, el superintendente Trowbridge, el fotógrafo de la NPS Herford T. Cowling y Horace M. Albright.

En 1915 se mudó a Washington D. C., a petición de su antiguo amigo, Stephen Mather. Yard y Mather se habían conocido cuando ambos trabajaban para el New York Sun y se hicieron amigos; incluso Yard había sido el padrino en la boda de Mather en 1893. Mather, quien quería que alguien le ayudara a hacer pública la necesidad de crear una agencia independiente para supervisar el movimiento de parques nacionales, pagaba personalmente el sueldo de Yard. Los Estados Unidos habían autorizado tres docenas de parques y monumentos durante los previos cuarenta años (1872-1915), pero no había ninguna agencia que proporcionara una dirección unificada. Juntos, Mather y Yard lanzaron una campaña publicitaria acerca de los parques nacionales para el Departamento del Interior, escribiendo numerosos artículos que elogiaban las cualidades escénicas de los parques y sus posibilidades para obtener beneficios tanto educativos como recreativos o de inspiración. La cobertura de prensa sin precedentes convenció a influyentes estadounidenses sobre la importancia de los parques nacionales y estos hicieron presión sobre el Congreso de los Estados Unidos para crear una agencia de parques independiente.
Aunque Yard no fuera un amante de la naturaleza, como la mayor parte de los que abogaban por el servicio de parques nacionales, sintió, sin embargo, una conexión con la causa y tarde o temprano se involucró personalmente en su éxito. En la Conferencia de Parques nacionales en marzo de 1915 declaró: «Yo, el caminante de las polvorientas calles de la ciudad, con audacia reclamo el parentesco común con ustedes los de los llanos, las montañas y los glaciares». Sus asignaturas implicaban el acopio de hechos y cifras relacionados con populares destinos turísticos estadounidenses como Suiza, Francia, Alemania Italia y Canadá; también recolectó fotografías y recopiló listas de aquellos que podrían unirse a la causa de la conservación. Uno de sus artículos más reconocidos y apasionados de ese tiempo, titulado «Making a Business of Scenery» («Fabricando un negocio del paisaje»), apareció en The Nation's Business en junio de 1916:

Queremos nuestros parques nacionales desarrollados. Queremos caminos y veredas como en Suiza. Queremos hoteles de todos los precios, del más bajo al más alto. Queremos campamentos públicos cómodos y en abundancia suficiente para satisfacer las demandas. Queremos cabañas y chalets a intervalos convenientes, ordenados según las posibilidades escénicas de todos nuestros parques. Queremos los mejores y más económicos alojamientos para peatones y automovilistas. Queremos un transporte suficiente y adecuado con tarifas razonables. Queremos instalaciones adecuadas y provisiones para acampar a los precios más bajos. Queremos pesca buena. Queremos nuestra vida salvaje animal conservada y desarrollada. Queremos instalaciones especiales para el estudio de la naturaleza.
Yard, Robert. Making a Business of Scenery, 1916. 

Su iniciativa publicitaria más acertada de esa época fue National Parks Portfolio (1916), en la cual —por medio de fotografías esparcidas por el texto, alabando el esplendor escénico de los parques nacionales más grandes— conectaba los parques con un sentido de identidad nacional para hacer que visitarlos fuera un imperativo de la ciudadanía estadounidense. Yard y Mather distribuyeron esta publicación a una lista cuidadosamente seleccionada de ciudadanos prominentes, incluyendo a cada miembro del Congreso.
El ataque publicitario encabezado por Yard y Mather causó la creación del Servicio de Parques Nacionales. El 25 de agosto de 1916, el presidente Woodrow Wilson firmó un proyecto de ley que permitía a la agencia «conservar el paisaje y los objetos naturales e históricos, así como la vida salvaje de los parques, asegurar el disfrute de los mismos de tal manera que se conserven intactos para el placer de las futuras generaciones». Mather fungió como su primer director y designó a Horace Albright como subdirector, ubicó a Yard en el Comité Educativo de los Parques nacionales que conformaba solo él y un secretario. Esta división del NPS estaba destinada a crear publicidad informativa con el fin de atraer visitantes a los parques y desarrollar programas para mejorar el valor educativo de la experiencia.
Cuando Mather sufrió una crisis nerviosa en enero de 1917 y tuvo que tomar una prolongada licencia, creyó ser el siguiente en la línea para ocupar el cargo de director interino del NPS. Sin embargo, los desacuerdos dentro de la organización lo mantuvieron fuera de la posición. Yard, que fue descrito como «intenso, atento y obstinado», se decepcionó cuando le dieron la posición a Albright, que entonces solo tenía 27 años. Después de más de un año trabajando en la división educativa, comenzó a buscar apoyo fuera del NPS.

## Asociación de Parques nacionales
Yard creía que mientras que el Servicio de Parques Nacionales era eficaz como agencia de gobierno, no era capaz de promover los deseos del estadounidense común. En junio de 1918 escribió: «el movimiento de parques nacionales debe ser cultivado solo por una organización de personas fuera del gobierno, que no esté obstaculizada por la política y la rutina». El 29 de mayo de 1919, la Asociación de Parques nacionales (NPA), fue creada oficialmente para desempeñar este papel. Yard se convirtió en una importante figura en esta nueva sociedad y fue elegido su secretario ejecutivo. Sus deberes como único empleado a jornada completa del NPA eran prácticamente los mismos que había tenido en el NPS, el de promover los parques nacionales y educar a los ciudadanos acerca de su aprovechamiento. En sus primeros años el NPA fue el sustento y la pasión de Yard: reclutó a los socios fundadores claves, recolectó el dinero y escribió varios comunicados de prensa. También desempeñó la función de redactor del National Parks Bulletin (Boletín de parques nacionales) del NPA de 1919 a 1936. En el primer número resumía los objetivos de la organización con el fin de elaborar un amplio programa educativo, no solo para atraer a estudiantes, artistas y escritores a los parques, si no para crear un sistema «completo y racional» aceptado por el Congreso y el Servicio de Parques.
Otra de las convicciones de Yard era que los parques elegibles para ser parques nacionales debían ser escénicamente impactantes. En su obra de 1919 The Book of the National Parks, señaló que la característica principal de casi todos los parques nacionales era que su paisaje había sido forjado por procesos geológicos o biológicos. Escribió, «[nosotros] no disfrutaremos realmente de la posesión de los paisajes más grandiosos del mundo, hasta que nos demos cuenta que ese paisaje es la página escrita de la Historia de la Creación y hasta que aprendamos a leer esa página». Sus estándares también insistían en la «completa conservación», es decir, la anulación del mercantilismo y la industrialización. A menudo se refería a los parques como «las obras maestras de Estados Unidos», procuró protegerlos de actividades económicas como la tala de árboles y la extracción mineral. Frecuentemente abogó por la preservación de las condiciones «silvestres» en los parques nacionales estadounidenses.
El Congreso aprobó en 1920 la Ley de Energía Hidráulica que concedió licencias para desarrollar proyectos hidroeléctricos sobre tierras federales, incluyendo los parques nacionales. Yard y el NPA se unieron otra vez con Mather y el Servicio de Parques Nacionales para oponerse a la intrusión en el control del Servicio de Parques. En 1921, el Congreso aprobó la Ley de Jones-Esch, una enmienda de la Ley de Energía Hidráulica, para excluir a los parques nacionales del desarrollo hidroeléctrico.

## El conflicto y el Servicio Forestal

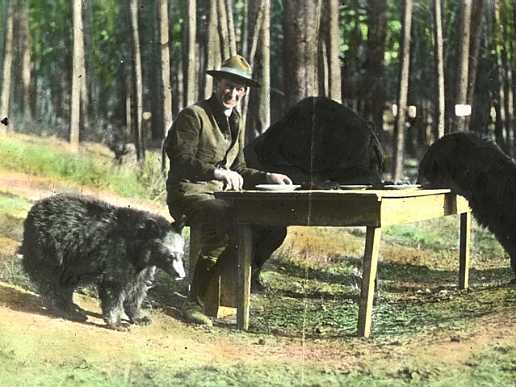
Horace Albright disfrutando una «cena de osos», Yard se oponía a este tipo de publicidad.

A pesar de que coincidían en la mayoría de los asuntos relacionados con la protección de los parques nacionales, las fricciones entre el NPA y el NPS eran, aparentemente, inevitables. Mather y Yard no estaban de acuerdo en muchos temas, así, mientras que Mather no estaba interesado en la protección de la fauna y aceptó los esfuerzos de la Biological Survey para exterminar a los depredadores dentro de los parques, Yard criticó vehementemente el programa desde 1924. Por otro lado, Yard fue sumamente crítico con la manera de Mather de administrar los parques. Mather abogaba por alojamientos lujosos, las comodidades de la ciudad y otras atracciones para promover la visita a los parques. Estos proyectos chocaban con los ideales de Yard y consideraba que tal urbanización de los parques nacionales era errónea. Cuando visitó el Parque nacional de Yosemite en 1926, declaró que el valle se había «perdido», después de encontrarse con la presencia de multitud de personas, coches, música de jazz y hasta un espectáculo con osos.
En 1924, el Servicio Forestal de los Estados Unidos (USFS) inició un programa para dejar de lado las «áreas primitivas» de los bosques nacionales que protegían la vida silvestre abriéndolas para su uso. Yard, que prefería ceder las tierras que no reunían sus estándares al Servicio Forestal mejor que al NPS, comenzó a trabajar estrechamente con el USFS. Sin embargo, el NPA y Yard fueron criticados por activistas que temían que la asociación fuera eclipsada por los diferentes objetivos del Servicio Forestal. Tales críticas desanimaron a Yard que de vez en cuando se sentía aislado y menospreciado por sus colegas. En 1926 escribió: «Me pregunto si tengo justificación para obligar a realizar este trabajo a gente que parece preocuparse tan poco por ello».
A finales de la década de 1920 comenzó a ver la vida silvestre como una solución para la creación de parques con motivos comerciales. Por consiguiente siguió chocando con otros en cuanto a la legislación sobre propuestas de parques. Estas incluían el Parque nacional Shenandoah en Virginia, del cual pensaba que era demasiado recreacional y no tenía el calibre de un parque nacional. También dudó en el nombramiento del Parque nacional de los Everglades en Florida. Cuando se fundó la asociación Tropic Everglades National Park en 1928 para promover la idea de un parque nacional en la Florida del sur, en un principio Yard era escéptico a la idea de que fuera necesario. Aunque reconocía la necesidad de la preservación, no estaba listo para aceptar la propuesta de parque nacional hasta que el área alcanzara sus altos estándares escénicos. Fue haciéndose lentamente a la idea y en 1931 apoyó la propuesta con la condición de que el área permaneciera en su forma original, con limitado desarrollo turístico. El parque nacional de los Everglades fue autorizado por el Congreso en 1934.

## Wilderness Society
Los objetivos conservacionistas de Yard comenzaron a expandirse más allá del Servicio de Parques en la década de 1930. Apartándose del grupo que controlaba los parques nacionales, comenzó una lucha por la preservación de lo que llamaba, la tierra «primitiva». Por tal motivo había hablado con John C. Merriam acerca de la formación de un grupo llamado Save the Primitive League. Aunque el grupo no se materializó, pronto lo invitaron a ser socio fundador de la Wilderness Society. Pese a que ya tenía 74 años, era conocido por su ética de trabajo incansable y su jovialidad; durante décadas había bromeado con sus colegas alegando que solamente tenía 47 años.
La sociedad se formó oficialmente en enero de 1935, como punta de lanza para promover la preservación de la vida silvestre en los Estados Unidos. Otros miembros fundadores incluían a los notables conservacionistas Bob Marshall, Benton MacKaye, Bernard Frank y Aldo Leopold. En septiembre, Yard publicó el primer ejemplar de la revista de la sociedad, The Living Wilderness. De la creación de la sociedad escribió: «The Wilderness Society nace de una emergencia en la conservación que no admite demora. La locura por construir todas las autopistas posibles, por todos lados, mientras aún pueden tomarse prestados miles de millones de un futuro desafortunado. La moda es hacerle el cabello y la manicura a un Estados Unidos salvaje, de forma tan elegante como a una muchacha moderna. Nuestra misión es clara».
Si bien al principio Marshall propuso que Leopold fungiera como primer presidente de la sociedad, Yard finalmente obtuvo el puesto —así como el de secretario permanente— en 1937. Controló la sociedad desde su casa en Washington D. C. y sin ayuda de nadie produjo The Living Wilderness durante sus primeros años, aunque solo hubo una publicación anual hasta 1945.

## Muerte y legado
Descrito como un líder cauteloso y no conflictivo, Yard dirigió las actividades de la sociedad insistiendo en los estándares de los parques nacionales. Cerca del final de su vida y enfermo de pulmonía, controló los asuntos de The Wilderness Society desde su cama, murió el 17 de mayo de 1945, a la edad de 84 años.
El Servicio de Parques Nacionales y lo que ahora se llama la Asociación para la Conservación de Parques nacionales, continúan siendo organizaciones exitosas. El Sistema de Parques Nacionales de los Estados Unidos comprende 390 áreas que cubren más de 340.000 km² en 49 estados, Washington D. C., Samoa Americana, Guam, Puerto Rico, Saipán, y las Islas Vírgenes. Su trabajo por conservar la vida silvestre en los Estados Unidos también ha persistido. Después de su muerte, tres miembros de The Wilderness Society llevaron a cabo sus deberes; Benton MacKaye lo sustituyó oficialmente como presidente, pero el secretario ejecutivo Howard Zahniser y el director Olaus Murie controlaron la sociedad durante las próximas dos décadas. Zahniser también asumió la edición de la revista de la sociedad, convirtiendo a The Living Wilderness en una publicación trimestral.
El ejemplar de diciembre de 1945 de la revista fue dedicado a la vida y trabajo de Yard. En uno de los artículos, su colega y cofundador Ernest Oberholtzer escribió: «Dar forma a The Wilderness Society fue para Yard llevar a cabo la visión de toda una vida. Lo emprendió con una frescura tal que negaba su edad y reveló, como nadie más podría, la vitalidad de su inspiración. Pocos hombres en Estados Unidos han tenido alguna vez tal entendimiento de la calidad espiritual de la escena estadounidense y menos todavía la voz para lograrlo».
El efecto de Yard sobre The Wilderness Society demostró ser duradero; fue responsable de iniciar la cooperación con otros grupos conservacionistas, incluyendo la Asociación de Parques nacionales. También estableció una alianza duradera con el Sierra Club, fundado en 1892 por el notable conservacionista John Muir. Esta alianza demostró ser crucial durante la propuesta y eventual aprobación de la Ley de Áreas Salvajes. La ley, que fue refrendada por el presidente Lyndon B. Johnson el 3 de septiembre de 1964, fue la primera victoria importante para la The Wilderness Society. Redactada por Zahniser, esta ley permitió al Congreso separar áreas seleccionadas en los bosques nacionales, parques nacionales, refugios de fauna nacionales y otras tierras federales, como unidades para ser mantenidas permanentemente inalteradas por la gente. Desde su concepción, The Wilderness Society ha contribuido con un total de 421.000 kilómetros al Sistema Nacional de Preservación de Áreas Silvestres.

## Lista de obras
- The Publisher (1913)
- The top of the continent; the story of a cheerful journey through our national parks (1917)
- The Book of the National Parks (1919)
- Mountaineering in the Rocky Mountain National Park (1919)
- The National Parks Portfolio (1921)
- Glimpses of Our National Parks (1927)
- Our Federal Lands: A Romance of American Development (1928)